# Вогнема
Во́гнема — село в Кирилловском районе Вологодской области, центр Липовского сельского поселения.
Расположено на левом берегу Шексны, в 22 км от районного центра.
По переписи 2002 года население — 127 человек (63 мужчины, 64 женщины). Всё население — русские. В 2008 году — около 400 человек.

## История
Село Вогнема известно с XV века. Смысл его названия не вполне ясен, слово это финно-угорского происхождения, вторую половину можно перевести как «мыс». В старину местные жители занимались рыболовством и поставляли рыбу к царскому двору.
В XVI веке в езовую (ез — сооружение на реке для ловли рыбы) Вогнемскую волость входили 25 деревень, 13 пустошей. В 1905 году в Вогнемскую волость Кирилловского уезда входило 68 населённых пунктов, в 1912 году уже 82. В Вогнеме в 1912 году было 23 жилых дома и 48 жителей (27 мужчин и 21 женщина), ещё 2 дома и 10 жителей (5 мужчин и 5 женщин) относились к Вогнемскому Богородице-Рождественскому погосту. В селе располагались церковь, волостное правление, конная земская и почтовая станция, 2 мелочных, винная лавки, квартира урядника.
В 1920-х годах был образован Вогнемский сельсовет. В 1954 году он ещё существовал, в 1999 году Вогнема входила в Липовский сельсовет, в 2000 году центр сельсовета был перенесён из деревни Пеньково в Вогнему. В 2006 году Липовский сельсовет был преобразован в Липовское сельское поселение.

## Церкви
В 1818 году «усердием бывшего прихожанина флота капитан-лейтенанта Павла Афанасиева Игнатьева с помощью прочих прихожан» была построена каменная церковь Рождества Богородицы с колокольней.
Церковь является действующей.
В 8 км к востоку от Вогнемы сохранились постройки Нило-Сорской пустыни, основанной в 1480 году. К северу от Вогнемы располагалось село Бородава, где в 1485 году была построена деревянная церковь, являющаяся на сегодняшний день самым старым точно датированным сохранившимся памятником русского деревянного зодчества.

## Экономика
В селе расположена Вогнемская нефтебаза, действуют библиотека, клуб, магазины, Вогнемская основная общеобразовательная школа, почтовое отделение.
Рядом с селом расположена паромная переправа через Шексну, соединяющая Кирилловский район с Белозерским. На правом берегу реки рядом с переправой расположены деревни Десятовская и Кирьяновская. На Вогнемской переправе снимался фильм «Калина красная».

## Известные уроженцы
- Анатолий Михайлович Коновалов (26 сентября 1923 — 20 марта 1976) — участник Великой Отечественной войны, полный кавалер Ордена Славы.
- Игорь Арсеньевич Смирнов (род. 28 марта 1928) — писатель-фантаст[16][17].